# Vive como puedas (historieta de Gin-Koke)
Vive como puedas es una serie desarrollada por Jorge Ginés a finales de los años cincuenta para la revista "La Risa" del sello Marco. Aparece sin firma o firmada por Koke o Gin-Koke.

## Argumento y personajes
Vive como puedas es una serie familiar, como muchas otras de la Escuela Bruguera, pero que alcanza niveles inéditos de sordidez.
La familia vive en una chabola en un estercolero. El padre, llamado Don Colíllez, intenta inútilmente conseguir algo de comer para su mujer y su hijo pequeño.